# Броштени (Горж)
Броштени (рум. Broșteni) насеље је у Румунији у округу Горж у општини Плопшору. Oпштина се налази на надморској висини од 132 m.

## Становништво
Према подацима из 2002. године у насељу је живело 229 становника, од којих су сви румунске националности.